# Il cavaliere di spirito o sia La donna di testa debole
Il cavaliere di spirito o sia La donna di testa debole è una commedia teatrale in cinque atti in versi martelliani composta da Carlo Goldoni nel 1757 per l'amico e protettore Marchese Albergati, che era solito recitare con una compagnia di comici dilettanti nella sua villa di Zola Predosa. In seguito venne recitata a Bologna e a Modena, sempre da compagnie di dilettanti. Al Teatro San Luca di Venezia approdò durante il Carnevale del 1764.  
L'autore prese lo spunto per la commedia dal racconto Lo scrupolo o l'amore malcontento (titolo originale: Le scrupule, ou l'amour mécontent de lui-même)  di Marmontel, pubblicato nel 1756 sul Mercure de France. Allo stesso racconto è ispirata anche la commedia La vedova spiritosa, scritta nello stesso anno.
Per il teatro privato dell'Albergati, Goldoni aveva già ideato negli anni precedenti L'avaro e in seguito scriverà L'apatista o sia L'indifferente, L'osteria della posta, La donna bizzarra e La burla retrocessa nel contraccambio.

## Trama
La fedeltà di donna Florida al promesso sposo don Flavio, che la guerra ha portato lontano, vacilla per la presenza del conte Roberto, persona brillante e d'onore, che alla fine agevolerà le nozze tra Flavio e Florida.  

## Poetica
Tenendo conto dello spirito e della malizia dei nobili interpreti di Villa Predosa, nonché del pubblico destinatario (e probabilmente influenzato dagli esempi di haut comique nelle commedie viste recitare a Parma nel 1756 da una compagnia francese), Goldoni costruisce un'ambigua rappresentazione dei sentimenti e dei costumi aristocratici, che per la sua sottigliezza ed eleganza spicca sul resto della sua produzione. 
Scrisse l'autore nella prefazione per l'edizione a stampa: La presente Commedia [...] è con pochi personaggi, perché una Commedia di dilettanti non abbonda di Attori, come una Compagnia di Comici prezzolati. [...] Mi ricordo che, tre o quattr'anni sono, mi arrivò una lettera anonima, in cui un dilettante dolevasi meco che Le mie Commedie non potevano rappresentarsi ne' piccioli Paesi, per mancanza d'Attori, e mi animava a comporne con moderato numero di Personaggi, ed aver pietà (diceva egli) de' Paesi piccioli. L'Anonimo sarà ora contento, e lo saranno tutti quelli che pensano come lui. L'argomento ed il carattere principale di questa Commedia sono appunto adattati ad una Compagnia di virtuosi e nobili dilettanti. Io ho dipinto il Cavaliere di spirito in quella maniera che mi pare convenir meglio alla vera nobiltà ed al buon talento. Io non intendo per uomo di spirito un uomo semplicemente allegro, verboso, faceto, disinvolto o ridicolo. Ma uno che abbia del talento, e l'adoperi piacevolmente; un buon conoscitore del Mondo e di se medesimo: attento agli affari, piacevole nelle conversazioni, amico della tranquillità, ma intrepido negl'incontri, e che per base della sua condotta abbia la verità e l'onore. Un'altra sorte di spirito è quella del Tenente, che per provare la costanza di una Donna si espone a perderla: spirito debole, quanto quello della Donna medesima, che delude l'inganno colla semplicità.